# El Crit de la Muntanya
El Crit de la Muntanya (« Le Cri de la Montagne »), sous-titré «Fulla mensual valencianista agrària» (« Bulletin mensuel agraire valencien », est une revue mensuelle valencianiste écrite en catalan, fondée et dirigée par Vicent Tomàs i Martí, et publiée entre le 15 février 1922 et le 15 août 1923,  pour un total de 17 numéros,.

## Présentation
El Crit de la Muntanya était l'organe de diffusion de la Lliga de Solitaris Nacionalistes fondée en 1919 par le même Tomàs i Martí, s'adressait principalement aux habitants des comarques agraires du Pays valencien et était diffusé à 500 exemplaires. Il cessa de paraître après le triomphe du coup d'État de Primo de Rivera,,.
À travers la revue, Tomàs i Martí visait la création d'une plateforme civique et politique permettant de surmonter l'isolement des zones rurales et d'y diffuser le nationalisme valencien, jusqu'à présent essentiellement urbain,. Cet objectif politique, qui se concrétisa avec la fondation de la Lliga de Solitaris Nacionalistes, avait été défini dès juillet 1918 dans le premier article qu'il avait publié dans La Correspondencia de Valencia, l'organe de l'Unió Valencianista Regional, alors qu'il avait vingt ans : « Que les paysans dévoués de nos huertas privilégiées et les austères de nos montagnes entendent la bonne nouvelle » (du valencianisme).
Dans son premier numéro, publié le 15 février 1922, El Crit de la Muntanya prônait déjà ce qui deviendrait une de ses constantes : « une nouvelle politique, la véritable politique de la campagne, celle qui n’aura d’autre objectif que de valoriser l’agriculture, source de subsistance de tous, en veillant à la construction des voies de communication nécessaires et à l’application de tarifs équitables pour que l’exportation  facile valorise davantage les produits ; en faisant en sorte que se développe l’enseignement agricole qui est manque afin que de nombreux agriculteurs puissent sortir de la routine, cause de sous-développement ; en faisant en sorte que soient instaurés des prêts agricoles à faible taux d’intérêt qui libèrent les gens des mains de l'usurier. Nous répandrons cette politique ainsi que le véritable sentiment de la patrie valencienne, pour que vienne un jour où elle renaisse à la vie future. »  Ce dernier point fut réitéré en novembre 1922 dans un article intitulé «La renaixença agrària» (« La Renaissance agraire ») : « Une aspiration matérielle seule ne suffit pas… Revendiquer le prix des caroubes, des oranges ou du riz est très partial si l'on n'inclut pas l'aspiration à revendiquer la personnalité de Valence. Quémander des améliorations auprès d'un gouvernement et ne pas agir pour renverser ce gouvernement dont les injustices font de sorte qu'on le quémande est bien peu viril. » 
El Crit de la Muntanya cessa d'être publié à cause des désaccords survenus au sein de la Lliga de Solitaris Nacionalistas, concrètement avec le groupe de Vila-Real, lors du 4 e Aplec (rassemblement) de Betxí (1923) qui, pour cette raison, compta moins de participants que lors des trois éditions précédentes.

## Note et références
(es) Cet article est partiellement ou en totalité issu de la page de Wikipédia en espagnol intitulée « El Crit de la Muntanya » (voir la liste des auteurs).
1. 1 2  (ca) « El Crit de la Muntanya | enciclopedia.cat » , sur Gran Enciclopèdia Catalana (consulté le 23 mai 2025)
2. 1 2 3  Cucó 1999, p. 164.
3. 1 2 3 4  (ca) Vicent Baydal, « El jove apòstol del valencianisme que volgué sacsejar el camp valencià », Saó,‎ 1er décembre 2020 (lire en ligne )
4. ↑  Cucó 1999, p. 161.
5. ↑  Cucó 1999, p. 162-164.